# قصي الشيخ عسكر
قصي الشيخ عسكر (1951) شاعر وروائي عراقي - دنماركي. ولد في نهر جاسم في البصرة. تخرّج بجامعة البصرة مجازًا في الأدب العربي عام 1973. حصل على ماجستير في الأدب العربي من جامعة دمشق 1986 ودرس اللغة الإنكليزية في معهد كوبنهاغن خمس سنوات واللغة الدنمركية في الدنمارك ثلاث سنوات. له عدّة دواوين شعرية وروايات ودراسات منشورة.

## سيرته
ولد قصي الشيخ عسكر في نهر جاسم بالبصرة. تدرج في مراحل التعليم بالعراق حتى حصل على بكالوريوس في الأدب العربي من جامعة البصرة سنة 1973، وماجستير في الأدب العربي من جامعة دمشق بدرجة امتياز 1986، ثم درس اللغة الإنجليزية في معهد كامبردج في كوبنهاجن خمس سنوات، واللغة الدنمركية في مدارس الدنمارك لمدة ثلاث سنوات. كان يحمل الجنسية العراقية ويحمل منذ اقامته في الدنمارك الجنسية الدنمركية.

في مجال التعليم، حاضر في جامعة دمشق وألقى محاضرات عن الأدب الحديث في معهد الاستشراق في كوبهاغن ودرّس في ثانويات العراق والمغرب وليبيا. وفي إعلام، عمل مراسلا لصحيفة الشرق الأوسط ومذيعا ومقدم برامج في التلفزيون الدنماركي القسم العربي.

أسّس اتحاد الكتاب العرب في الدول الإسكندنافية وتم اختياره لرئاسة الاتحاد.

## مؤلفاته
من دواوينه الشعرية:
- رؤية، 1983
- صيف العطور الخرساء، 1985
- عبير المرايا، 1992

من رواياته:
- المعبر
- سيرة رجل في التحولات الأولى
- المكتب
- شيء ما في المستنقع
- للحمار ذيل لا ذيلان
- الحسن بن وهب
- النجاشيّ شاعر صفّين
- الشمس تقتحم مدينة الثلوج
- شهريار يهاجر
- المختار
- ربيع التنومة، 2019
- زيزفون البحر، 2019 [5]

ومن آثاره في الدراسات:
- الأسلوب القصصي في نهج البلاغة
- الاغتراب في نهج البلاغة
- التشبيه والاستعارة في نهج البلاغة
- الصرخة
- عودة إلى الوجه القديم
- قيم جمالية وفنّية في نهج البلاغة
- مفاهيم اقتصادية في نهج البلاغة
- القاموس المشترك:عربي دنماركي إنكليزي، قاموس خاص بالكلمات المشتركة في تلك اللغات.
- قضايا مشتركة عند العرب والاسكندنافيين
- معجم الأساطير الجاهلية
- القصص الشعري العراقي